# Кубок швейцарської ліги з футболу 1980—1981
Кубок швейцарської ліги з футболу 1980-81 — 9-й розіграш Кубка ліги у Швейцарії. Переможцем вперше став Цюрих.

## Календар
| Раунд       | Дата                       | Матчі | Клуби   |
| ----------- | -------------------------- | ----- | ------- |
| 1/16 фіналу | 16-17 серпня 1980          | 16    | 32 → 16 |
| 1/8 фіналу  | 1-2 листопада 1980         | 8     | 16 → 8  |
| 1/4 фіналу  | 17 березня - 1 квітня 1981 | 4     | 8 → 4   |
| 1/2 фіналу  | 20 травня 1981             | 2     | 4 → 2   |
| Фінал       | 26 травня - 8 вересня 1981 | 2     | 2 → 1   |

## 1/16 фіналу
| Команда 1         | Рахунок      | Команда 2          |
| ----------------- | ------------ | ------------------ |
| 16 серпня 1980    |              |                    |
| Аарау (2)         | 2:3 дч       | Нордштерн (Базель) |
| Базель            | 1:2          | Цюрих              |
| Беллінцона        | 2:3 дч       | К'яссо             |
| Берн (2)          | 0:4          | Санкт-Галлен       |
| Бюль (2)          | 2:5          | Ла Шо-де-Фон (2)   |
| Шенуа             | 3:2          | Біль-Б'єнн (2)     |
| Фрібур (2)        | 1:4          | Сьйон              |
| Гренхен (2)       | 0:2          | Янг Бойз           |
| Крієнс (2)        | 0:2          | Люцерн             |
| Лозанна           | 4:0          | Ксамакс            |
| Веттінген (2)     | 1:4          | Грассгоппер        |
| Вінтертур (2)     | 3:1          | Фрауенфельд (2)    |
| Аурор (Біль) (2)  | 0:1          | Веве Спортс (2)    |
| 17 серпня 1980    |              |                    |
| Ібах (2)          | 1:1 пен. 4:3 | Лугано (2)         |
| Монтре-Спортс (2) | 0:5          | Серветт            |
| Зурзе (2)         | 4:3 дч       | Мендрізіостар (2)  |

## 1/8 фіналу
| Команда 1          | Рахунок      | Команда 2        |
| ------------------ | ------------ | ---------------- |
| 1 листопада 1980   |              |                  |
| К'яссо             | 0:2          | Цюрих            |
| Грассгоппер        | 3:2          | Ібах (2)         |
| 2 листопада 1980   |              |                  |
| Нордштерн (Базель) | 1:3 дч       | Серветт          |
| Шенуа              | 2:0          | Веве Спортс (2)  |
| Люцерн             | 3:4          | Вінтертур (2)    |
| Янг Бойз           | 1:4          | Сьйон            |
| Лозанна            | 3:0          | Ла Шо-де-Фон (2) |
| Зурзе (2)          | 2:2 пен. 6:7 | Санкт-Галлен     |

## 1/4 фіналу
| Команда 1       | Рахунок | Команда 2     |
| --------------- | ------- | ------------- |
| 17 березня 1981 |         |               |
| Серветт         | 1:2     | Цюрих         |
| 29 березня 1981 |         |               |
| Сьйон           | 4:1     | Грассгоппер   |
| Санкт-Галлен    | 3:2     | Шенуа         |
| 1 квітня 1981   |         |               |
| Лозанна         | 1:0     | Вінтертур (2) |

## 1/2 фіналу
| Команда 1      | Рахунок | Команда 2    |
| -------------- | ------- | ------------ |
| 20 травня 1981 |         |              |
| Цюрих          | 3:1     | Санкт-Галлен |
| Лозанна        | 3:1     | Сьйон        |

## Фінал
| Команда 1                | Заг. | Команда 2 | 1-й матч | 2-й матч |
| ------------------------ | ---- | --------- | -------- | -------- |
| 26 травня/8 вересня 1981 |      |           |          |          |
| Лозанна                  | 1:2  | Цюрих     | 1:2      | 0:0      |